# 中华医学会
中华医学会（Chinese Medical Association）是由中国医学工作者组成的学术性、公益性、非营利性法人社团。中华医学会的宗旨是团结医务工作者，传播医学科学知识，弘扬医学道德，崇尚社会正义。
截止2018年，中华医学会拥有近70万名会员、 89个专科分会、478个专业学组，加入了42个国际性/区域性医学组织，并与47个省、自治区、直辖市以及副省级城市地方医学会保持着密切的合作。学会出版发行191种纸质、电子系列医学期刊，每年主办、承办近200个国际国内医学学术会议。
中华医学会的主要业务包括：开展医学学术交流；编辑出版医学期刊及书籍、音像制品；开展继续医学教育；开展国际间学术交流；组织医疗事故技术鉴定工作等。

## 历史
1910年，伍连德发起成立中华医学会，1913年中华医学会在北京创立，但只是个地方性组织。
中华医学会于1915年2月5日，伍连德、颜福庆等21位医生在上海发起创建。1915年11月，会刊《中华医学杂志》在上海创刊。
1915年8月5日至12日，中华医学会、中华民国医药学会、博医会、江苏教育会及教育部的代表共24人在上海举行医学名词会议。1916年2月12日，乘中华医学会召开大会之际，中华医学会、中华民国医药学会、博医会、江苏教育会、江苏医学专门学校、浙江医药专门学校等的黄炎培、俞凤宾、聂会东（J.B. Neal）等31人召开会议，决定成立“医学名词审查会”。1916年8月7日在江苏教育会会所召开医学名词审查会第一次审查大会，公推余日章为主席，审查通过解剖学名词1200余条。1917年8月27日，经教育部批准备案“医学名词审查会”，并给与1000元补助金。1918年，“医学名词审查会”更名为“科学名词审查会”，参与团体增加到十多个，工作至1928年被南京国民政府取缔。

### 中华博医会
1932年4月15日，“中华博医会”并入中华医学会。
1886年，传教士医生在上海成立中国教会医学联合(China Medical Missionary Association，中文简称博医会)，并于1887年出版发行英文版《博医会报》(China Medical Missionary Journal)。规定正规医学院校毕业，具有证书，服务应宗教团体的医师可成为正式会员；毕业于欧美医学院校的非宗教团体的医生可成为名誉会员。1890年5月，博医会在上海举行第一届会员大会，译述西医书籍时有很多名词和术语的统一问题是会议的中心议题。这次大会决定成立一个名词委员会负责统一医学名词的工作委员会。由嘉约翰任主席，成员有：威尔逊(WmWilson)、亨特、多斯怀特(A·W·Douthwaite)波特(H·P·Porter)高似兰(P·B·Cousland)。1894年出版了《疾病名词词汇》、1898年出版了《眼科名词》和温天谋编辑的《疾病词汇》、此外还有惠特尼的《解剖学词汇》和波特的《生理学名词》等。1901年名词委员会首次会议审定通过了的解剖学、组织学、生理学、药理学和药物名词。1904年，名词委员会举行第二次会议，讨论、审定了病理学、内科、外科和妇产科的名词，校定和增补了1901年编辑的名词。同年12月，委员会举行第三次会议，讨论药物学和细菌学名词。名词委员会参与了科技术语委员会审定元素和化学名词的工作，并曾致函中国教育会(Education Association of China)，要求加快物理学名词的审定，由于物理学名词不统一也将直接影响到医学教育，如教育会提不出标准的物理学名词，博医会将编辑自己的物理学词汇，使之能与医学教科书相统一。同时博医会也要求教育会和广学会(The Diffusion Society)在它们的出版物中，凡涉及医学的名词，都应采用博医会审定的标准名词。依据审定的名词翻译出版了一批教科书，如《格氏解剖学》、《哈氏治疗学》、《欧氏内科学》等。1908年5月，名词委员会在统一了医学各科名词的基础上，编辑出版了《英汉医学词典》和中文的《医学字典》，并提呈教育部。1910年东北鼠疫大规模流行时,清政府曾通过英国驻京使馆的医员葛莱向博医会寻求帮助。
从1922年起,非基督教运动冲击下，1923年博医会第九次会员代表大会决定把名称中的Missionary一词删除。

## 历届大会[6]
| 届次       | 时间                 | 地点                                 | 当选会长 | 會長照片 | 大會圖片 | 備註                     |
| ---------- | -------------------- | ------------------------------------ | -------- | -------- | -------- | ------------------------ |
| 成立大会   | 1915年2月            | 上海                                 | 颜福庆   |          |          |                          |
| 第一届     | 1916年2月7日-2月12日 | 上海市青年會殉道堂                   | 伍连德   |          |          |                          |
| 第二届     | 1917年1月21日-27日   | 广州                                 | 伍连德   |          |          |                          |
| 第三届     | 1920年2月            | 北平                                 | 俞凤宾   |          |          |                          |
| 第四届     | 1922年1月            | 上海                                 | 刁信德   |          |          |                          |
| 第五届     | 1924年2月            | 南京                                 | 牛惠霖   |          |          |                          |
| 第六届     | 1926年2月            | 上海                                 | 刘瑞恒   |          |          |                          |
| 第七届     | 1928年1月            | 北平                                 | 林可胜   |          |          |                          |
| 第八届     | 1930年2月            | 上海                                 | 牛惠生   |          |          |                          |
| 第九届     | 1932年9月29-10月5日  | 上海市愛文義路李斯德醫學研究院大講堂 | 牛惠生   |          |          | 合併後第一屆             |
| 第十届     | 1934年3月31日-4月7日 | 南京市                               | 林宗扬   |          |          | 合併後第二屆             |
| 第十一届   | 1935年11月2日-4月8日 | 广州市博濟醫院                       | 朱恒璧   |          |          | 合併後第三屆             |
| 第十二届   | 1937年4月1日-4月8日  | 上海市國立上海醫學院                 | 金宝善   |          |          | 合併後第四屆             |
| 第十三届   | 1940年4月2日-4月5日  | 昆明市金碧公園昆華醫院新址           | 金宝善   |          |          | 合併後第五屆             |
| 第十四届   | 1943年5月11日-15日   | 重庆市歌樂山中央衛生實驗院禮堂       | 沈克非   |          |          | 合併後第六屆             |
| 第十五届   | 1947年5月5日-10日    | 南京市中央衛生實驗院                 | 朱章赓   |          |          | 合併後第七屆             |
| 第十五届   |                      | 姚克方                               |          |          |          |                          |
| 第十六届   | 1950年8月23日-26日   | 北京                                 | 傅连暲   |          |          | 時稱中華醫學會第八屆大會 |
| 第十七届   | 1952年12月           | 北京                                 | 傅连暲   |          |          | 時稱中華醫學會第九屆大會 |
| 第十八届   | 1956年7月            | 北京                                 | 傅连暲   |          |          | 時稱中華醫學會第十屆大會 |
| 第十八届   |                      | 贺彪                                 |          |          |          |                          |
| 第十八届   |                      | 錢信忠                               |          |          |          |                          |
| 第十八届   |                      | 白希清                               |          |          |          |                          |
| 第十九届   | 1984年2月            | 北京                                 | 吴阶平   |          |          |                          |
| 第二十届   | 1989年2月            | 北京                                 | 陈敏章   |          |          |                          |
| 第二十一届 | 1994年3月            | 北京                                 | 陈敏章   |          |          |                          |
| 第二十二届 | 1999年4月            | 北京                                 | 张文康   |          |          |                          |
| 第二十三届 | 2005年4月            | 北京                                 | 钟南山   |          |          |                          |
| 第二十四届 | 2010年4月            | 北京                                 | 陈竺     |          |          |                          |
| 第二十五届 | 2015年12月           | 北京                                 | 马晓伟   |          |          |                          |
| 第二十六届 | 2021年5月            | 北京                                 | 赵玉沛   |          |          |                          |